# Hamyang-eup
Hamyang-eup (koreanska: 함양읍) är en köping i provinsen Södra Gyeongsang i den södra delen av Sydkorea, 240 km söder om huvudstaden Seoul. Den är centralort i kommunen Hamyang-gun som består av Hamyang-eup och tio socknar.